# Шміттен (Граубюнден)
Шміттен (нім. Schmitten GR) — громада  в Швейцарії в кантоні Граубюнден, регіон Альбула.

## Географія
Громада розташована на відстані близько 175 км на схід від Берна, 22 км на південний схід від Кура.
Шміттен має площу 11,4 км², з яких на 1,9% дозволяється будівництво (житлове та будівництво доріг), 25,8% використовуються в сільськогосподарських цілях, 57,6% зайнято лісами, 14,8% не є продуктивними (річки, льодовики або гори).

## Демографія
2019 року в громаді мешкало 221 особа (-13,7% порівняно з 2010 роком), іноземців було 10,9%. Густота населення становила 19 осіб/км².
За віковим діапазоном населення розподілялося таким чином: 11,3% — особи молодші 20 років, 56,1% — особи у віці 20—64 років, 32,6% — особи у віці 65 років та старші. Було 108 помешкань (у середньому 2 особи в помешканні).
Із загальної кількості 69 працюючих 5 було зайнятих в первинному секторі, 50 — в обробній промисловості, 14 — в галузі послуг.